# Harry Myers

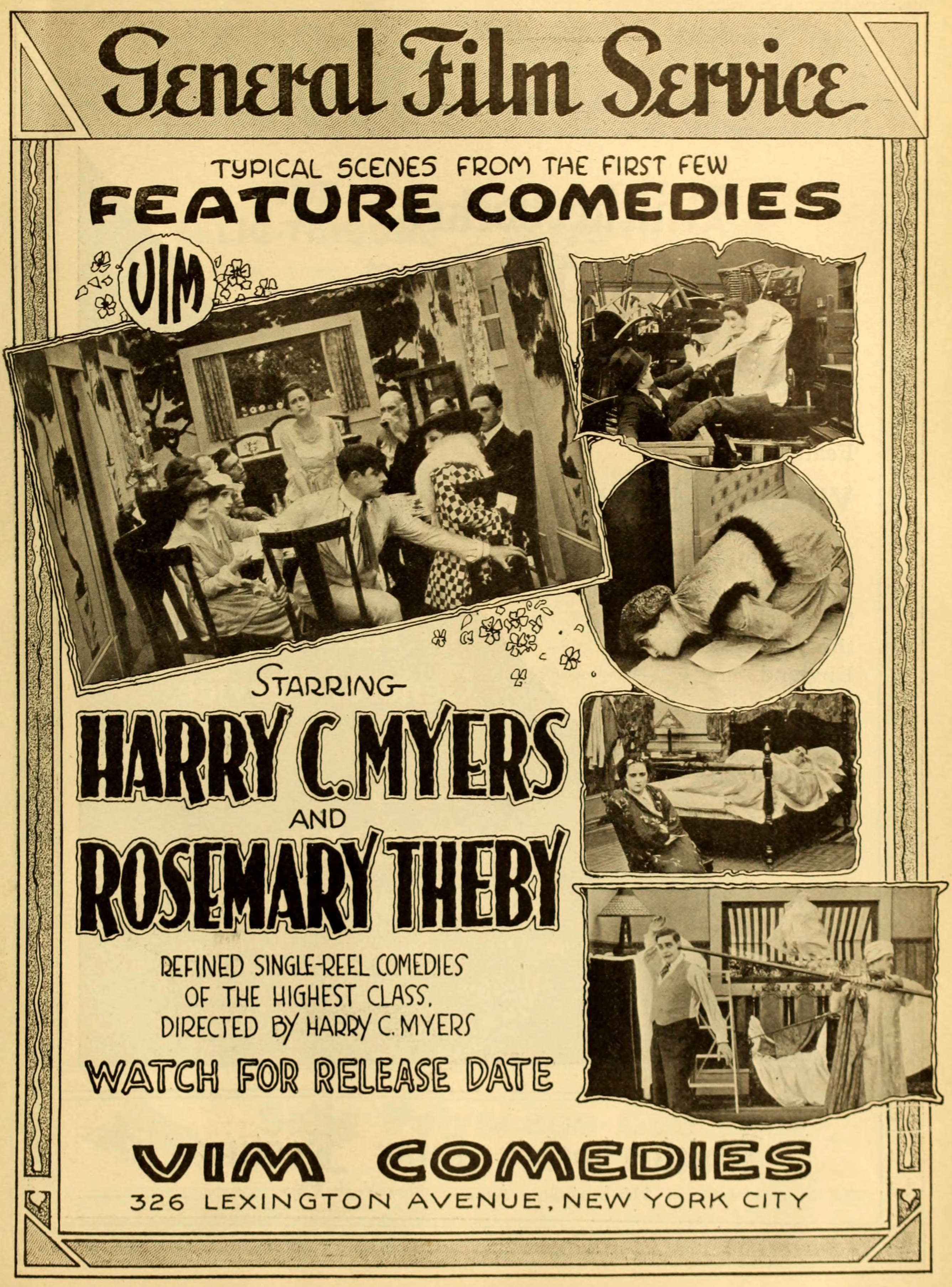
Anunț, 1916

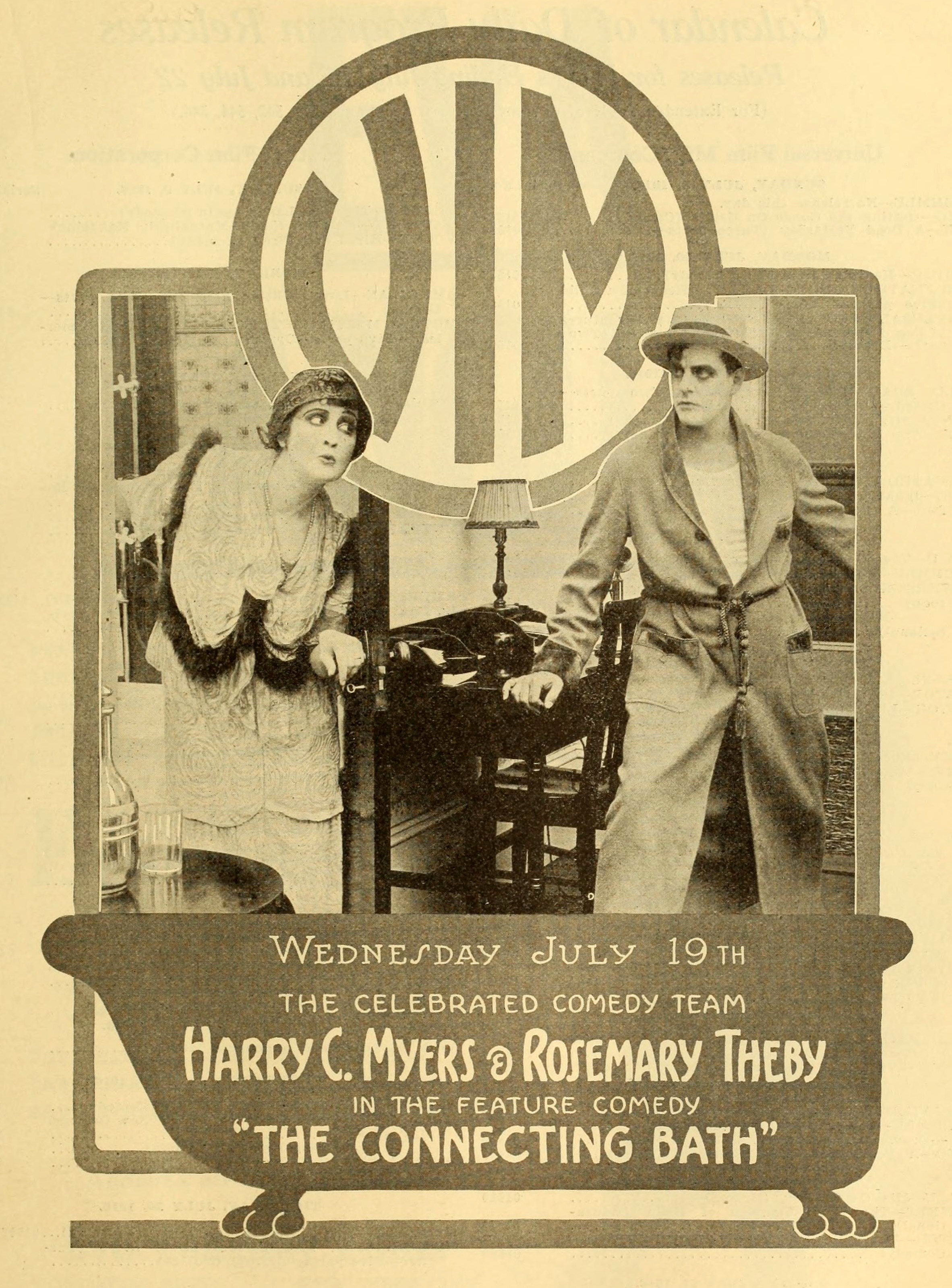
The Connecting Bath (1916)

Harry C. Myers (n. 5 septembrie 1882, New Haven, Connecticut, SUA – d. 25 decembrie 1938, Hollywood, California, SUA) a fost un actor american și regizor de film, uneori menționat ca Henry Myers.

## Biografie
S-a născut în New Haven, Connecticut la 5 septembrie 1882. A fost căsătorit cu actrița Rosemary Theby.
Myers a fost actor de teatru înainte de a deveni actor de film pentru studiourile lui Siegmund Lubin, Lubin în 1909. Din 1914, a regizat propriile sale scurtmetraje de comedie împreună cu el și soția sa, Rosemary Theby, (vedeți imaginea cu anunțul) pentru studiourile Universal,  Vim Comedy și Pathé. După 1920 a avut numeroase roluri principale în filme de lung metraj, dintre care cel mai notabil a fost cel al milionarului excentric și alcoolic din comedia mută a lui  Charlie Chaplin, City Lights (Luminile orașului, 1931).  Cariera sa a intrat în declin la începutul epocii filmelor cu sunet. Myers a apărut în 330 de filme între 1908 și 1938 și a regizat 54 de filme între 1913 și 1917.
A murit la 25 decembrie 1938 la Hollywood, California de pneumonie.

## Filmografie
- The Guerrilla (1908)

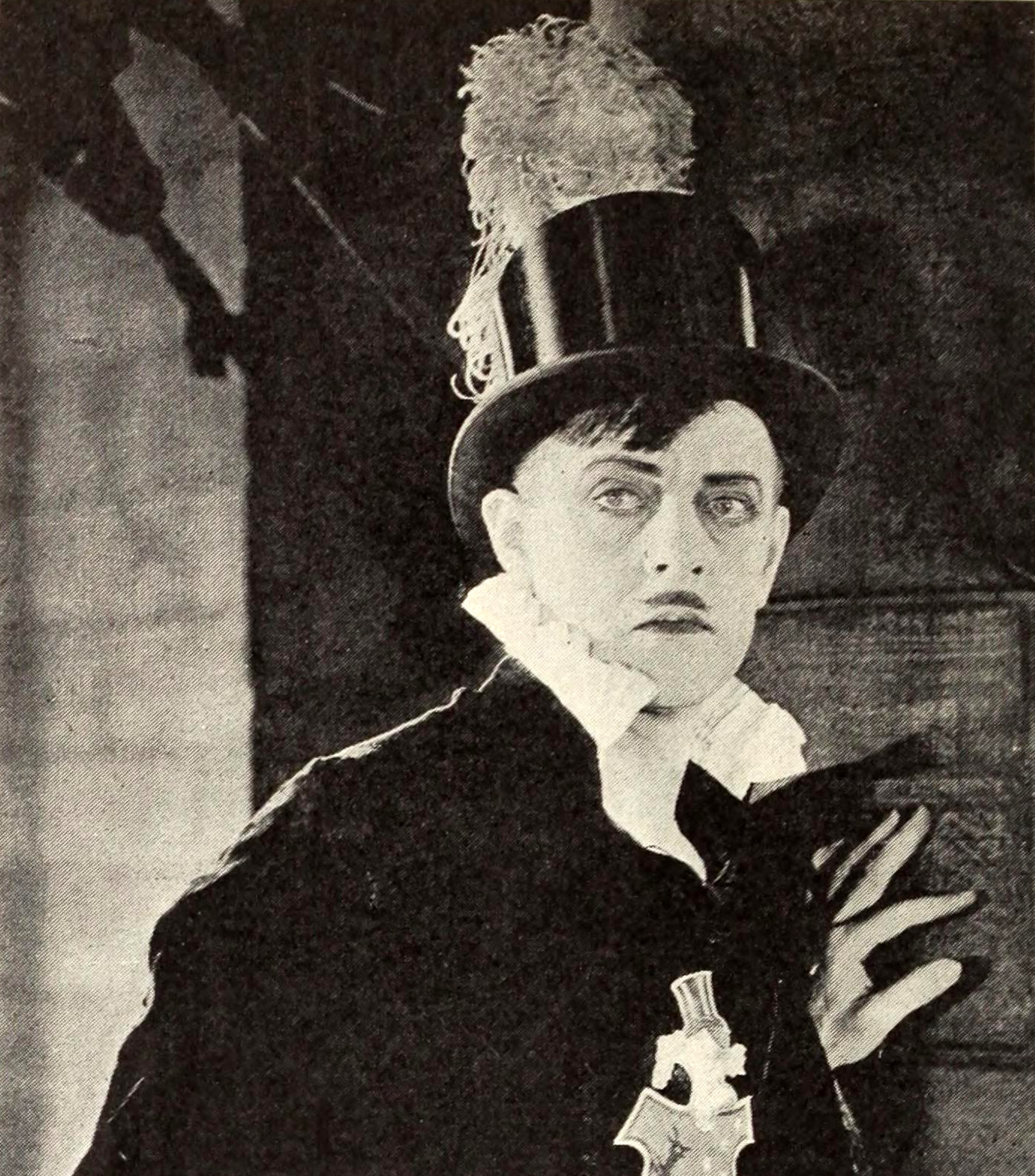
Harry Myers cca.1921 în A Connecticut Yankee in King Arthur's Court (Un yankeu la curtea regelui Arthur).

- The Almighty Dollar (1910, Short) - Effeminate Gentleman
- When the Earth Trembled (1913) - Paul Girard Jr.
- Baby (1915, Short) - Harry - the Husband
- The Earl of Pawtucket (1915) - Arthur Weatherbee
- The Man of Shame (1915) - Lt. Du Fresne
- The Face in the Dark (1918) - Jim Weaver
- Conquered Hearts (1918) - Stonne
- Out of the Night (1918) - Ralph Evanns
- The Masked Rider (1919) - Harry Burrel
- The Wildcatter (1919)
- A Modern Lochinvar (1919)
- Sky-Eye (1920) - Harry Mangin
- The Notorious Mrs. Sands (1920) - Grey Sands
- 45 Minutes from Broadway (1920) - Daniel Cronin
- Peaceful Valley (1920) - Ward Andrews
- The Prospector's Vengeance (1920, Short)
- A Connecticut Yankee in King Arthur's Court (1921) - The Yankee / Martin Cavendish
- On the High Card (1921) - Harry Holt
- The March Hare (1921) - Tod Rollins
- Oh Mary Be Careful (1921) - Bobby Burns
- Nobody's Fool (1921) - Artemis Alger
- R.S.V.P. (1921) - Benny Fielding
- Handle with Care (1922) - Ned Picard
- Turn to the Right (1922) - Gilly
- When the Lad Came Home (1922)
- Boy Crazy (1922) - J. Smythe
- The Adventures of Robinson Crusoe (1922, Serial) - Robinson Crusoe
- Kisses - Bill Bailey
- Top o' the Morning (1922) - John Garland
- In the Days of Buffalo Bill (1922) - Andrew Johnson
- The Beautiful and Damned (1922) - Dick
- Brass (1923) - Wilbur Lansing
- Main Street (1923) - Dave Dyer
- The Brass Bottle (1923) - Horace Ventimore
- Little Johnny Jones (1923) - The Chauffeur
- The Printer's Devil (1923) - Sidney Fletcher
- The Common Law (1923) - Cardemon
- The Bad Man (1923) - Red Giddings
- Stephen Steps Out (1923) - Harry Stetson
- The Marriage Circle (1924) - Detective
- Daddies (1924) - Robert Audrey
- Listen Lester (1924) - Listen Lester
- Behold This Woman (1924) - Eugene de Seyre
- Tarnish (1924) - The Barber
- Reckless Romance (1924) - Christopher Skinner
- She Wolves (1925) - Henri de Latour
- Zander the Great (1925) - Texas
- Grounds for Divorce (1925) - Count Zappata
- Trails End (1925) - Harry Kenyon
- The Beautiful Cheat (1926) - Jimmy Austin
- Monte Carlo (1926) - Greves
- Up in Mabel's Room (1926) - Jimmie Larchmont
- Get 'Em Young (1926, Short) - Orvid Joy
- Exit Smiling (1926) - Jesse Watson
- The First Night (1927) - Hotel Detective
- Getting Gertie's Garter (1927) - Jimmy Felton
- The Bachelor's Baby (1927) - Bill Taylor
- The Girl in the Pullman (1927) - Jimmy Mason
- The Dove (1927) - Mike
- The Chinatown Mystery (1928)
- The Street of Illusion (1928) - Lew Fielding
- Dream of Love (1928) - The Baron
- The Clean-Up (1929) - Jimmy
- Montmartre Rose (1929)
- Wonder of Women (1929) - Bruno Heim
- City Lights (1931) - Eccentric Millionaire
- Meet the Wife (1931) - Harvey Lennox
- Convicted (1931) - Sturgeon
- A Strange Adventure (1932) - Police Officer Ryan
- The Savage Girl (1932) - Amos P. Stitch
- Damaged Lives (1933) - Nat Franklin
- The Important Witness (1933) - Drunk
- Mary Stevens, M.D. (1933) - Nervous Patient (nemenționat)
- Police Call (1933) - Steward
- Rainbow Over Broadway (1933) - Berwiskey
- Managed Money (1934, Short) - Mr. George Rogers
- Allez Oop (1934, Short) - Circus Spectator
- We Live Again (1934) - Bailiff (nemenționat)
- Mississippi (1935) - Stage Manager (nemenționat)
- Barbary Coast (1935) - Saloon Patron (nemenționat)
- The Calling of Dan Matthews (1935) - Club Owner (nemenționat)
- The Milky Way (1936) - Photographer at Apartment (nemenționat)
- F-Man (1936) - Man in Group (nemenționat)
- One Rainy Afternoon (1936) - Man in Theatre (nemenționat)
- San Francisco (1936) - Reveler (nemenționat)
- Kelly the Second (1936) - Fight Spectator with Cigars (nemenționat)
- Hollywood Boulevard (1936) - Harry Myers- Actor at Trocadero Bar
- Lady Be Careful (1936) - Passerby (nemenționat)
- Mr. Cinderella (1936) - Man at Party Helping Splashed Woman (nemenționat)
- Mixed Magic (1936, Short) - (nemenționat)
- Rich Relations (1937)
- Parnell (1937) - Man in Courtroom (nemenționat)
- A Day at the Races (1937) - Party Guest (nemenționat)
- Walter Wanger's Vogues of 1938 (1937) - Husband (nemenționat)
- Double or Nothing (1937) - Nightclub Patron (nemenționat)
- Dangerously Yours (1937) - Costume Ball Participant (nemenționat)
- Stand-In (1937) - Bank Board Member (nemenționat)
- The Adventures of Tom Sawyer (1938) - Irate Churchgoer (nemenționat)
- A Slight Case of Murder (1938) - Partygoer (nemenționat)
- Dangerous to Know (1938) - Guest at Party (nemenționat)
- Racket Busters (1938) - Court Stenographer (nemenționat)
- Block-Heads (1938) - Drunk (nemenționat)
- The Spider's Web (1938, Serial) - Detectiv  (nemenționat)
- Kentucky (1938) - Dancer (nemenționat)
- The Oklahoma Kid (1939) - Banker (nemenționat)
- I'm from Missouri (1939) - Mule Man (nemenționat)
- Zenobia (1939) - Party Guest Who Didn't Mind (nemenționat)

## Legături externe
- Harry Myers la Internet Movie Database

## Vezi și
- Listă de actori americani